# Cerkiew Opieki Matki Bożej i św. Aleksandra Newskiego w Biarritz

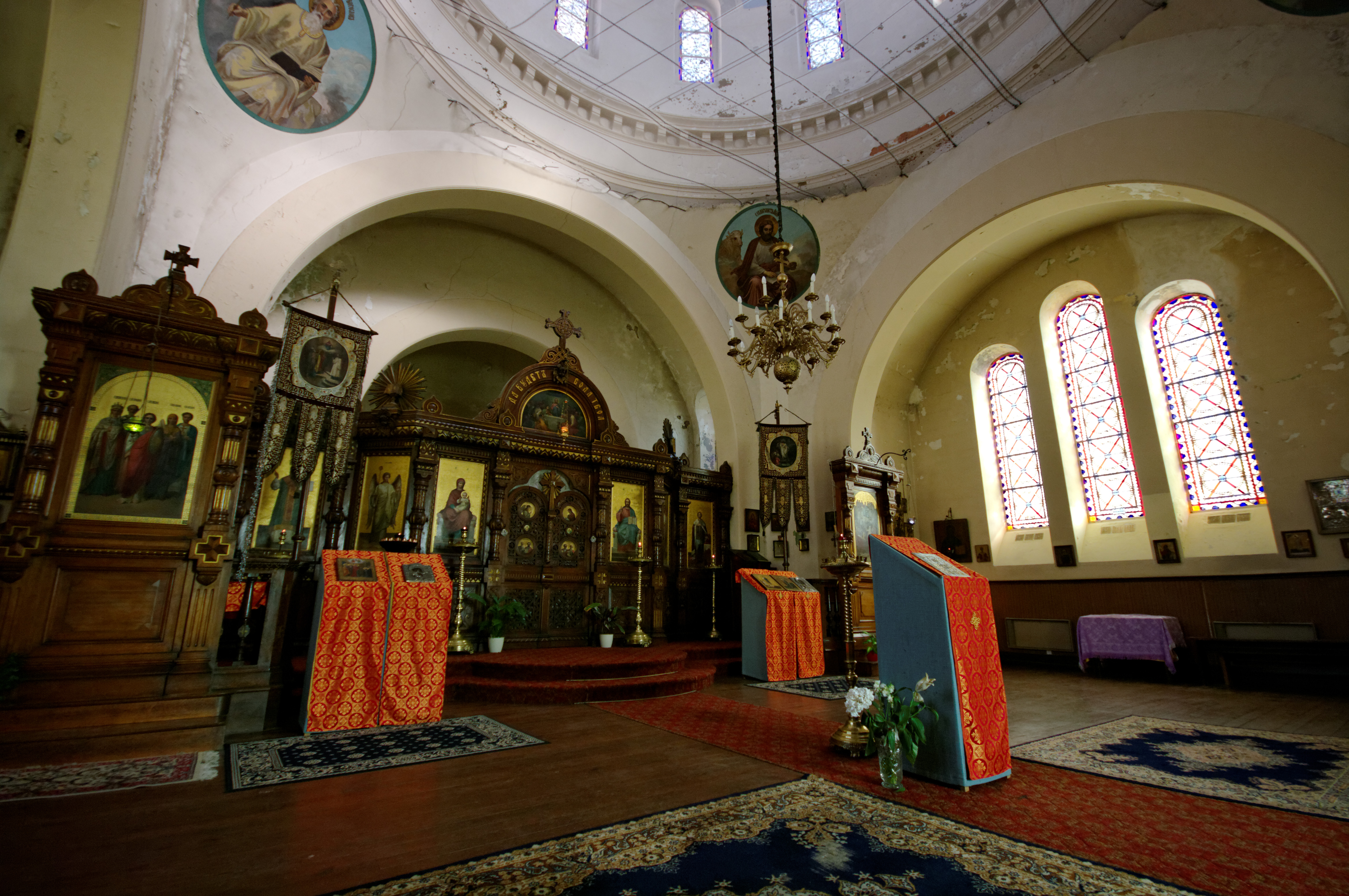
Ikonostas

Cerkiew Opieki Matki Bożej i św. Aleksandra Newskiego – prawosławna cerkiew parafialna znajdująca się w Biarritz, wzniesiona w 1892. Podlega Arcybiskupstwu Zachodnioeuropejskich Parafii Tradycji Rosyjskiej Patriarchatu Moskiewskiego.

## Historia
Koncepcja budowy cerkwi w Biarritz pochodzi z 1879 i była związana ze wzrostem liczebnym rosyjskiej społeczności w mieście, które stało się popularnym celem stałych lub czasowych wyjazdów rosyjskiej arystokracji. Brak pieniędzy sprawił jednak, że w 1887 rosyjscy mieszkańcy miasta byli zmuszeni poprzestać na organizacji tymczasowej kaplicy w dawnym letnim pałacu byłej cesarzowej Francji Eugenii. Komitet budowy wolnostojącej cerkwi zawiązał się w 1889, środki pieniężne na jej budowę pochodziły głównie z dobrowolnych ofiar wiernych.
Projekt cerkwi wykonał Nikołaj Nikonow, gotowy budynek został uroczyście poświęcony w październiku 1892 w obecności rosyjskiego ambasadora we Francji. Nabożeństwa w cerkwi odbywały się jedynie między lipcem a listopadem, kiedy w mieście przebywało najwięcej kuracjuszy rosyjskich.
W 1931 cerkiew, znajdująca się do tej pory w jurysdykcji Zachodnioeuropejskiego Egzarchatu Rosyjskiego Kościoła Prawosławnego, przeszła razem ze zwierzchnikiem egzarchatu Eulogiuszem (Gieorgijewskim) do Patriarchatu Konstantynopola, wchodząc w skład Zachodnioeuropejskiego Egzarchatu Parafii Rosyjskich.
W 2004 rada parafialna ogłosiła chęć powrotu pod jurysdykcję patriarchy Moskwy i cerkiew została przyjęta przez Rosyjski Kościół Prawosławny. Po zmianie proboszcza nowy opiekun parafii był jednak przeciwnikiem kanonicznej przynależności do tego Kościoła i wystąpił do sądu o podział parafii i oddanie budynku cerkwi tej jej części, która opowie się za zachowaniem kilkudziesięcioletniego związku z Konstantynopolem. Sąd w Bajonnie przychylił się do prośby kapłana w postanowieniu z grudnia 2005. Od tej pory do czasu likwidacji Zachodnioeuropejskiego Egzarchatu Parafii Rosyjskich (2018) cerkiew pozostawała w rękach zwolenników kanonicznej łączności z Konstantynopolem; pozostali wierni, tworzący parafię w jurysdykcji patriarchy Moskwy, modlą się w oddzielnych pomieszczeniach.
W 2019 r. parafia dysponująca cerkwią przyjęła jurysdykcję Arcybiskupstwa Zachodnioeuropejskich Parafii Tradycji Rosyjskiej, będącego częścią Patriarchatu Moskiewskiego.